# Torrione prenestino

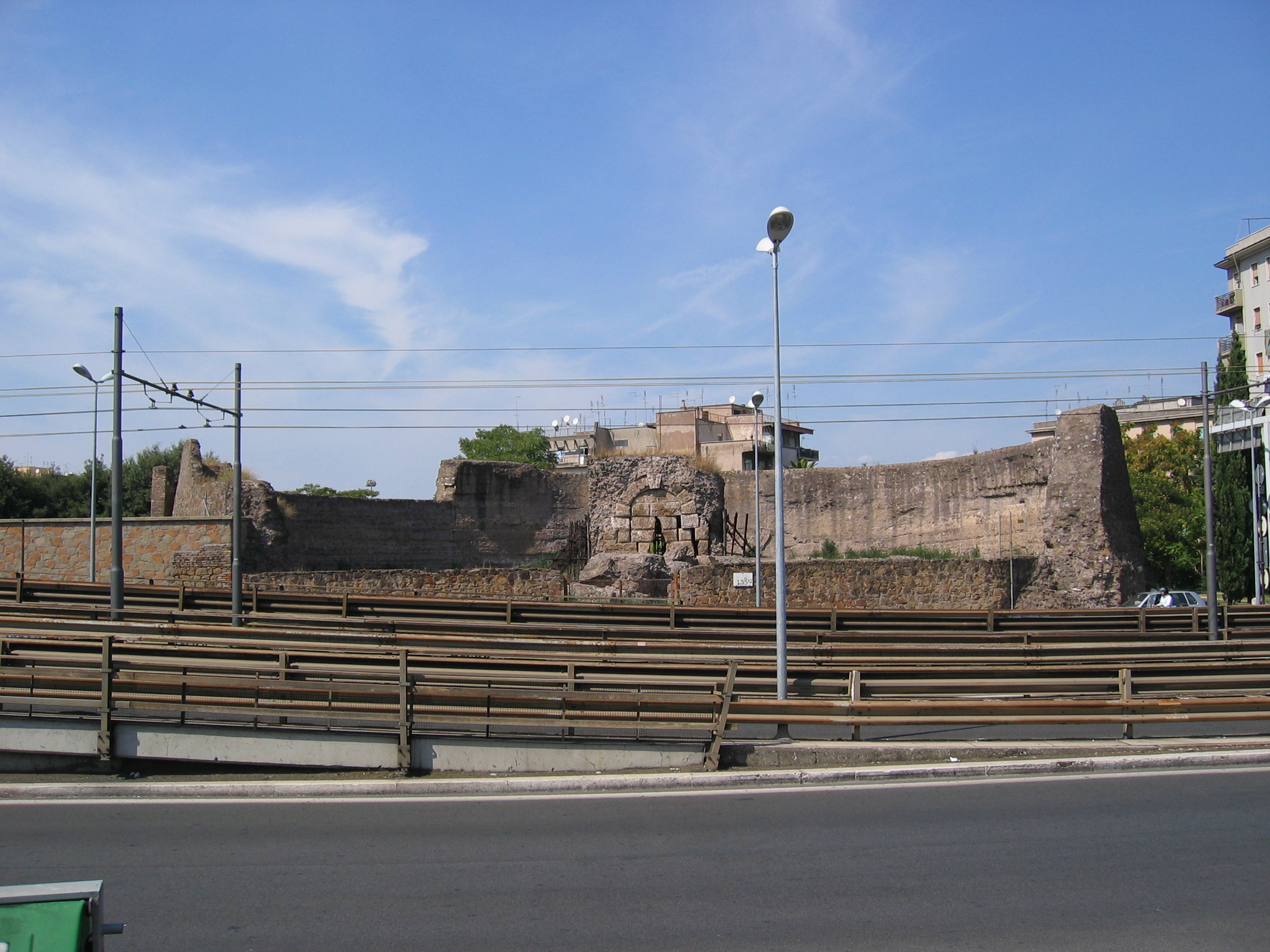
Il torrione prenestino visto di fronte

Il Torrione prenestino è un mausoleo a pianta circolare posto al II miglio della via Prenestina a Roma, nell'area urbana del Pigneto, nella parte relativa al quartiere Q. VI Tiburtino.

## Storia
Non è noto chi sia stato il committente di questo monumento funebre.
Questa tipologia di tombe si sviluppò a Roma a partire dalla metà del I secolo a.C. e conobbe il massimo sviluppo con la tomba a tumulo di Augusto, che venne costruita tra il 32 ed il 28 a.C. e accolse numerosi membri della famiglia imperiale, prima e dopo la morte di Ottaviano Augusto che avvenne nel 14 d.C.; il mausoleo di Augusto divenne il modello ideale di questa tipologie di tombe; dopo la morte di Augusto l'usanza di tali tombe declinò rapidamente a Roma, fino a scomparire definitivamente intorno al 50 d.C.

Nei dintorni di Roma se ne contano una trentina.
Nel tardo medioevo quest'area fu proprietà dei Ruffini, che lo adibirono a cantina, costruendovi a fianco una torre ed altri manufatti oggi scomparsi.
Il 29 dicembre del 2010, dopo due anni di lavori di restauro, il monumento (rinforzato nella parete esterna) e l'annesso parco sono stati riaperti al pubblico. L'area, ampliata a 8000 metri quadrati e dotata di servizi standard, è stata resa più fruibile grazie ad un collegamento pedonale diretto con la via Prenestina.

## Descrizione
Si tratta di una tomba della tipologia a tumulo risalente all'ultimo quarto del I secolo a.C., consistente in un ampio tamburo circolare in calcestruzzo romano (originariamente interamente lastricato di marmo) che racchiude al centro la cella sepolcrale in travertino; il suo diametro di 41 metri la rende la più grande in estensione a Roma dopo il Mausoleo di Augusto a piazza Augusto Imperatore e la Mole Adriana (Castel Sant'Angelo).
In origine esisteva un corridoio coperto con soffitto a volta che collegava la cella mortuaria all'ingresso esterno della tomba, rivolto verso la strada; l'intero spazio compreso nelle mura esterne veniva quindi riempito di terra per tutta l'altezza del tamburo esterno e andava a crescere verso il centro del monumento, in modo che il terrapieno venisse a formare una sorta di cono; sopra la camera mortuaria centrale veniva posta una colonna che fuoriusciva dal vertice del cono del terrapieno e sopra questa veniva infine posta la canonica statua del defunto in abiti ufficiali.
Accanto al monumento si trova una fontana medioevale.

## Galleria d'immagini

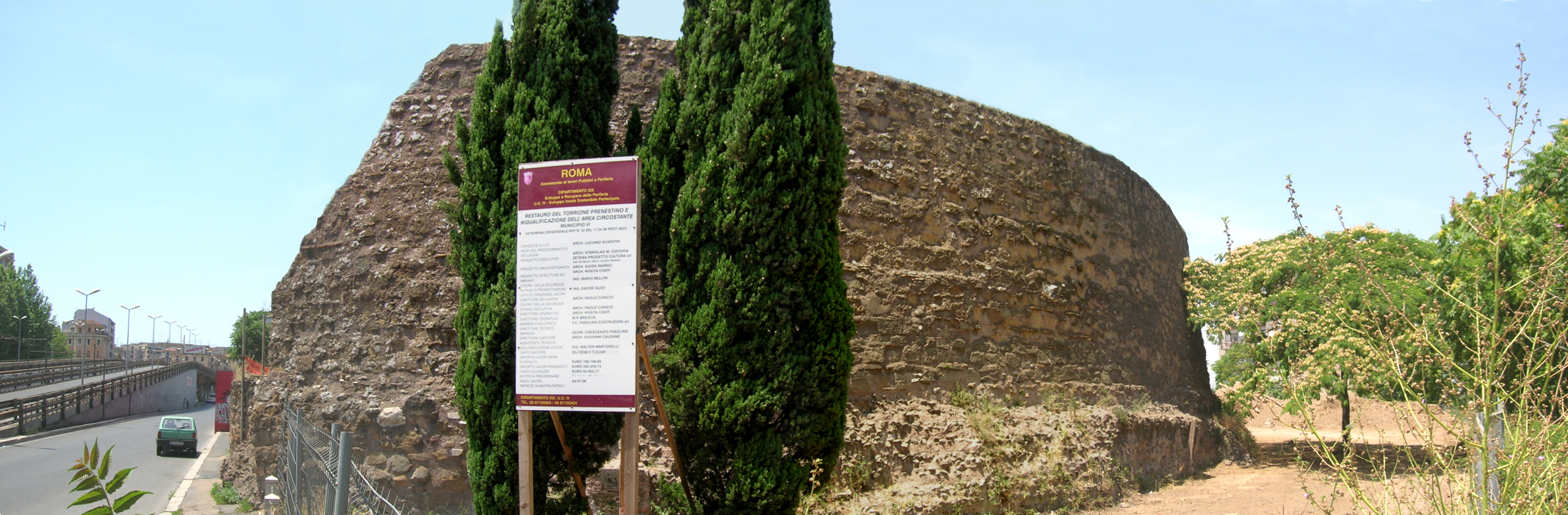
Torrione Prenestino all'angolo con via Prenestina. Si vede l'imbocco della Tangenziale Est
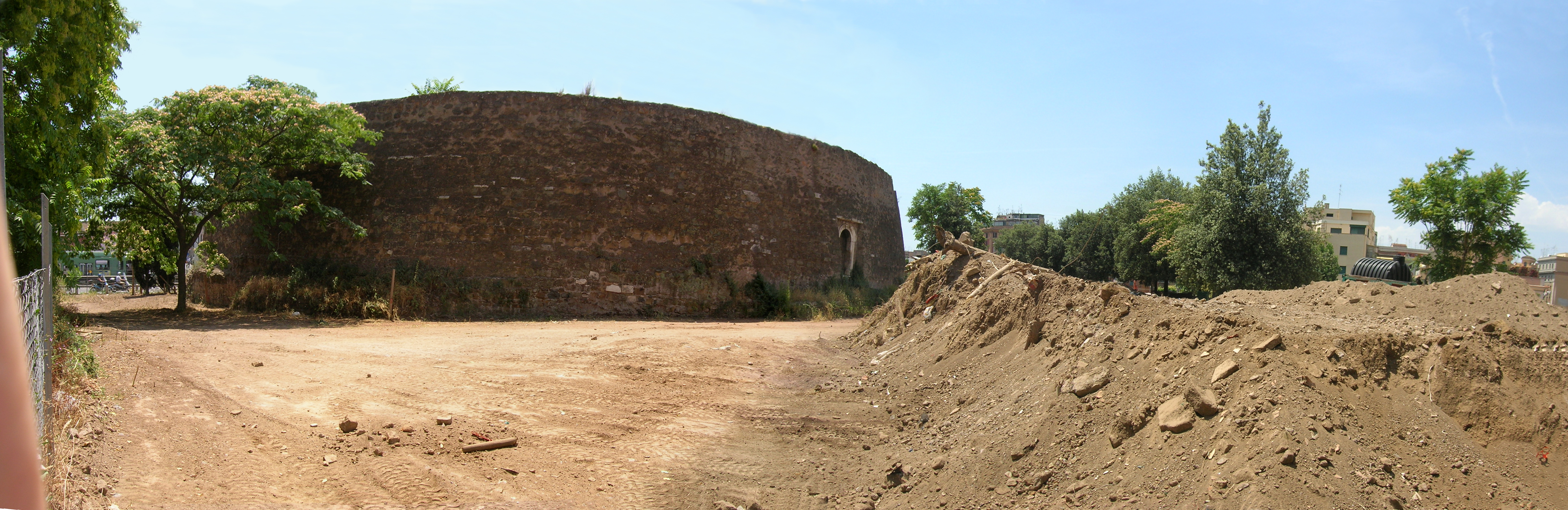
Il Torrione Prenestino dalla via laterale durante i lavori (giugno 2009)
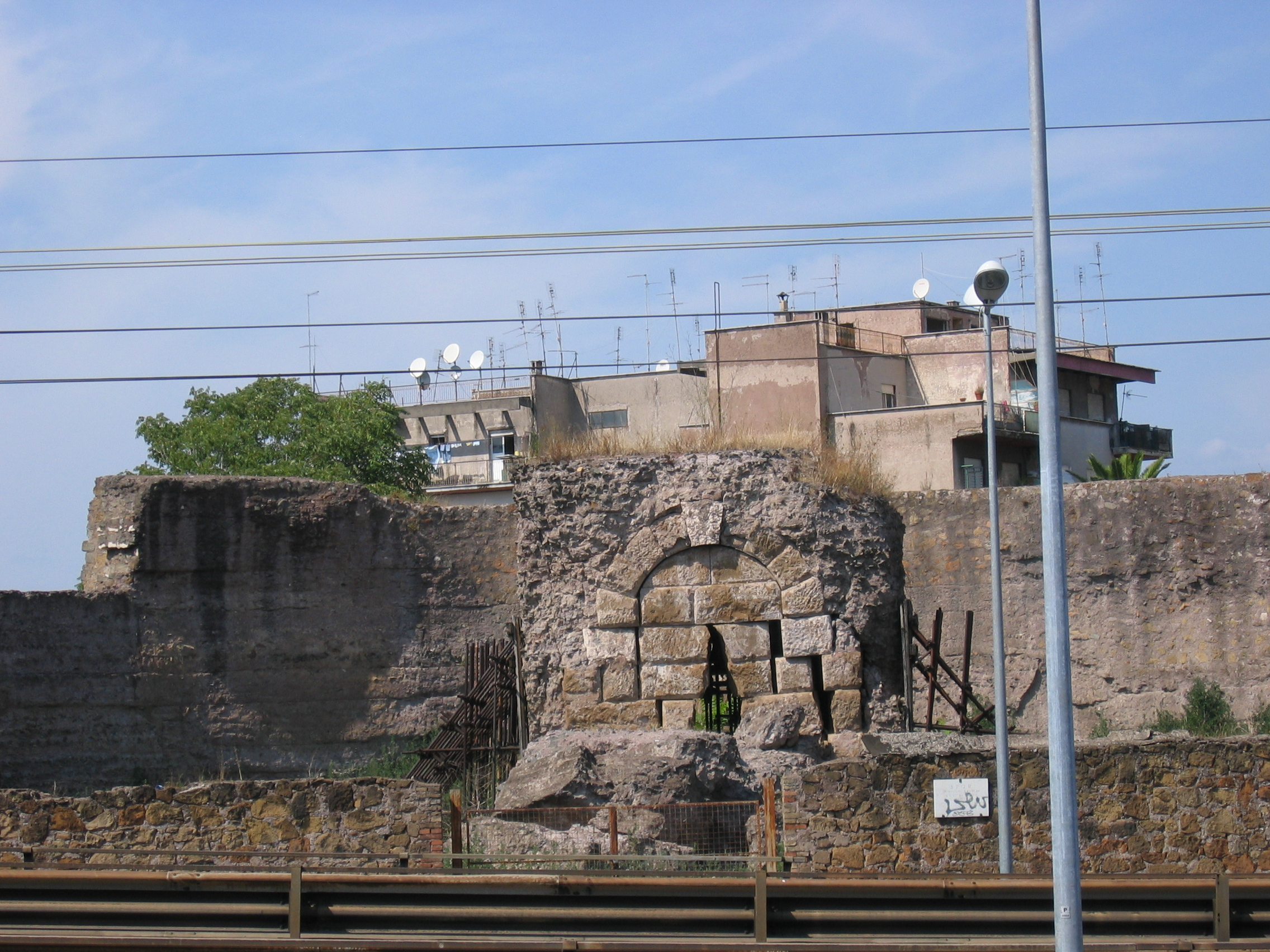
La cella sepolcrale
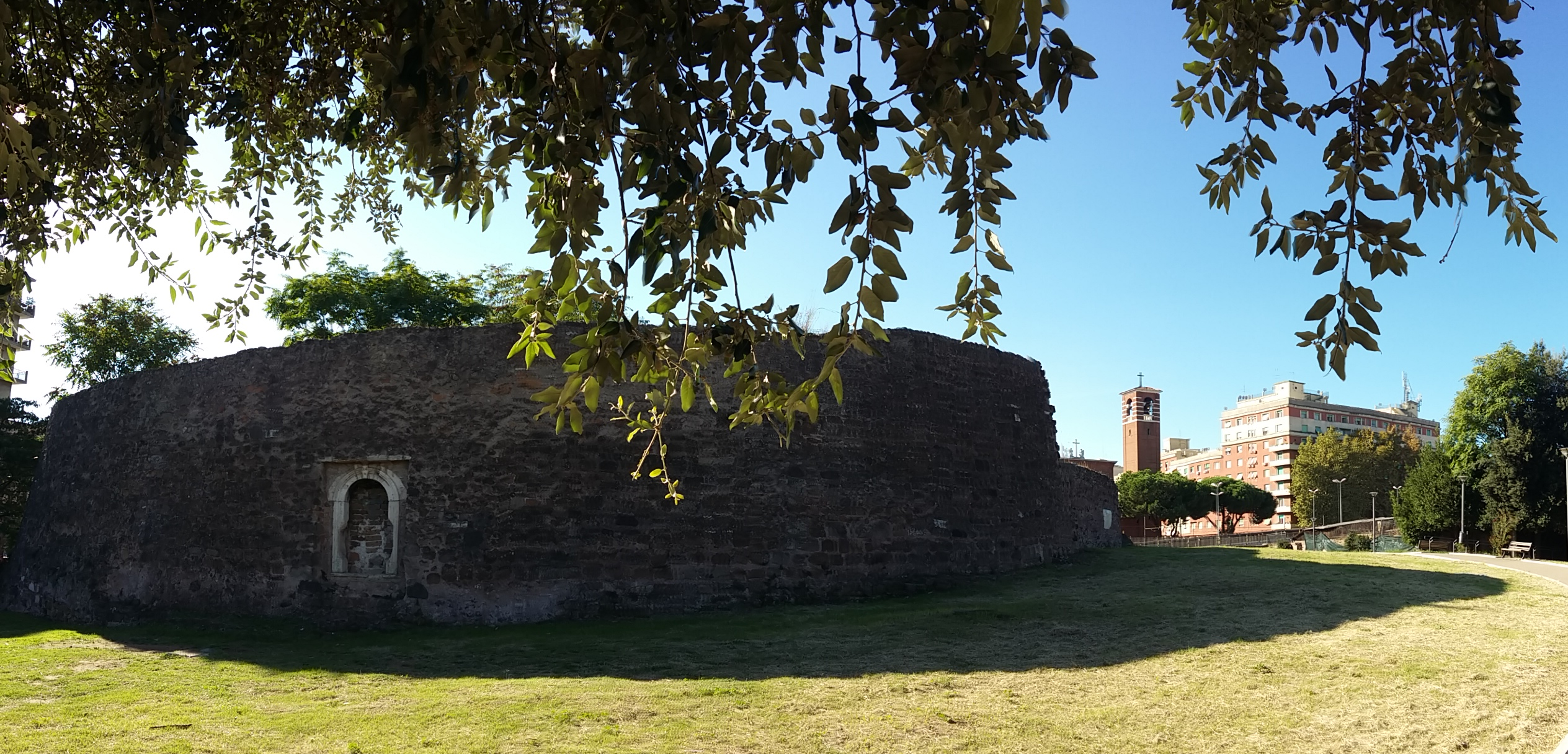
Il torrione e il parco

## Collegamenti
| È raggiungibile dalle fermate Prenestina-Giovenale e Piazzale Prenestino | del tram 5 |

| È raggiungibile dalle fermate Prenestina-Giovenale e Piazzale Prenestino | del tram 14 |

| È raggiungibile dalle fermate Prenestina-Giovenale e Piazzale Prenestino | del tram 19 |

|  | È raggiungibile dalla stazione di Roma Prenestina. |